# Club Atlético de Madrid 1971-1972
Questa voce raccoglie le informazioni riguardanti il Club Atlético de Madrid nelle competizioni ufficiali della stagione 1971-1972.

## Stagione
Nella stagione 1971-1972 i Colchoneros, allenati da Marcel Domingo e poi da Max Merkel, terminarono il campionato al quarto posto. In Coppa del Generalísimo l'Atlético Madrid vinse il suo quarto titolo battendo in finale il Valencia. In Coppa UEFA, i Rojiblancos persero al primo turno contro i greci del Paniōnios.

## Maglie e sponsor
| Manica sinistra · Manica sinistra · Maglietta · Maglietta · Manica destra · Manica destra · Pantaloncini · Calzettoni |

## Rosa
| N. |                      | Ruolo | Calciatore                |
| -- | -------------------- | ----- | ------------------------- |
| -  | Spagna (bandiera)    | P     | Rodri                     |
| -  | Spagna (bandiera)    | P     | José Pacheco              |
| -  | Spagna (bandiera)    | D     | Francisco Melo            |
| -  | Spagna (bandiera)    | D     | Isacio Calleja            |
| -  | Spagna (bandiera)    | D     | Eusebio Bejarano          |
| -  | Spagna (bandiera)    | D     | Jesús Martínez Jayo       |
| -  | Spagna (bandiera)    | D     | Julio Iglesias Santamaría |
| -  | Argentina (bandiera) | D     | Iselín Ovejero            |
| -  | Spagna (bandiera)    | D     | Enrique Vicente Hernández |

| N. |                    | Ruolo | Calciatore      |
| -- | ------------------ | ----- | --------------- |
| -  | Spagna (bandiera)  | C     | Alberto         |
| -  | Spagna (bandiera)  | C     | Adelardo        |
| -  | Spagna (bandiera)  | C     | Luis Aragonés   |
| -  | Spagna (bandiera)  | C     | Javier Irureta  |
| -  | Spagna (bandiera)  | C     | Ignacio Salcedo |
| -  | Spagna (bandiera)  | C     | Julio Orozco    |
| -  | Brasile (bandiera) | A     | Heraldo Bezerra |
| -  | Spagna (bandiera)  | A     | José Ufarte     |
| -  | Spagna (bandiera)  | A     | José Gárate     |

## Risultati

### Coppa del Generalísimo
| Arbitro: | Francisco Cardós Sanchis |

|             |           |  |
| Irureta 12’ | Marcatori |  |

| Las Palmas 10 giugno 1972 Ottavi di finale - Ritorno | Las Palmas            | 0 – 0 referto | Atlético Madrid | Insular (22 000 spett.)\| Arbitro: \| Ángel Franco Martinez \| |
| Arbitro:                                             | Ángel Franco Martinez |               |                 |                                                                |

| Arbitro: | Diego Balaguer García |

|  |           |                   |
|  | Marcatori | 13’, 20’ Aragonés |

| Arbitro: | Alberto Martin Álvarez |

|                     |           |  |
| J. Carlos 3’ (aut.) | Marcatori |  |

| Arbitro: | Jaime Oliva Fortuny |

|                                                   |           |                    |
| Aragonés 21’ Adelardo 42’ Salcedo 47’ Irureta 52’ | Marcatori | 34’ (aut.) Ovejero |

| Arbitro: | Francisco Cardós Sanchis |

|                                 |           |             |
| Arieta 51’ Rojo 65’ Uriarte 77’ | Marcatori | 43’ Alberto |

| Arbitro: | José María Ortiz de Mendíbil |

|                        |           |            |
| Salcedo 31’ Gárate 62’ | Marcatori | 36’ Valdez |

### Coppa UEFA
| Arbitro: | Hugh Wilson |

|                        |           |           |
| Bezerra 48’ Gárate 65’ | Marcatori | 80’ Lagos |

| Arbitro: | Alexandru Pirvu |

|                      |           |  |
| Intzoglou 53’ (rig.) | Marcatori |  |

## Statistiche

### Statistiche di squadra
| Competizione           | Punti | Totale | Totale | Totale | Totale | Totale | Totale | DR  |
| Competizione           | Punti | G      | V      | N      | P      | Gf     | Gs     | DR  |
| ---------------------- | ----- | ------ | ------ | ------ | ------ | ------ | ------ | --- |
| Primera División       | 39    | 34     | 14     | 11     | 9      | 45     | 28     | +17 |
| Coppa del Generalísimo | -     | 7      | 5      | 1      | 1      | 11     | 5      | +6  |
| Coppa UEFA             | -     | 2      | 1      | 0      | 1      | 2      | 2      | 0   |
| Totale                 | 39    | 43     | 20     | 12     | 11     | 58     | 35     | +23 |